# 冷湖行政委員会
冷湖行政委員会（れいこ-ぎょうせいいいんかい）は中華人民共和国青海省海西モンゴル族チベット族自治州に存在した行政委員会。域内に冷湖油田があり、人口の大半が石油関係者であった。

## 行政区画
- 鎮:冷湖鎮